# Thecla megacles
Thecla megacles är en fjärilsart som beskrevs av Pieter Cramer 1782. Thecla megacles ingår i släktet Thecla och familjen juvelvingar. Inga underarter finns listade i Catalogue of Life.